# Jean Porter
Pour les articles homonymes, voir Porter.
Jean Porter, née Bennie Jean Porter le 8 décembre 1922 à Cisco (Texas) et morte le 13 janvier 2018 à Canoga Park (Californie), est une actrice américaine.

## Biographie

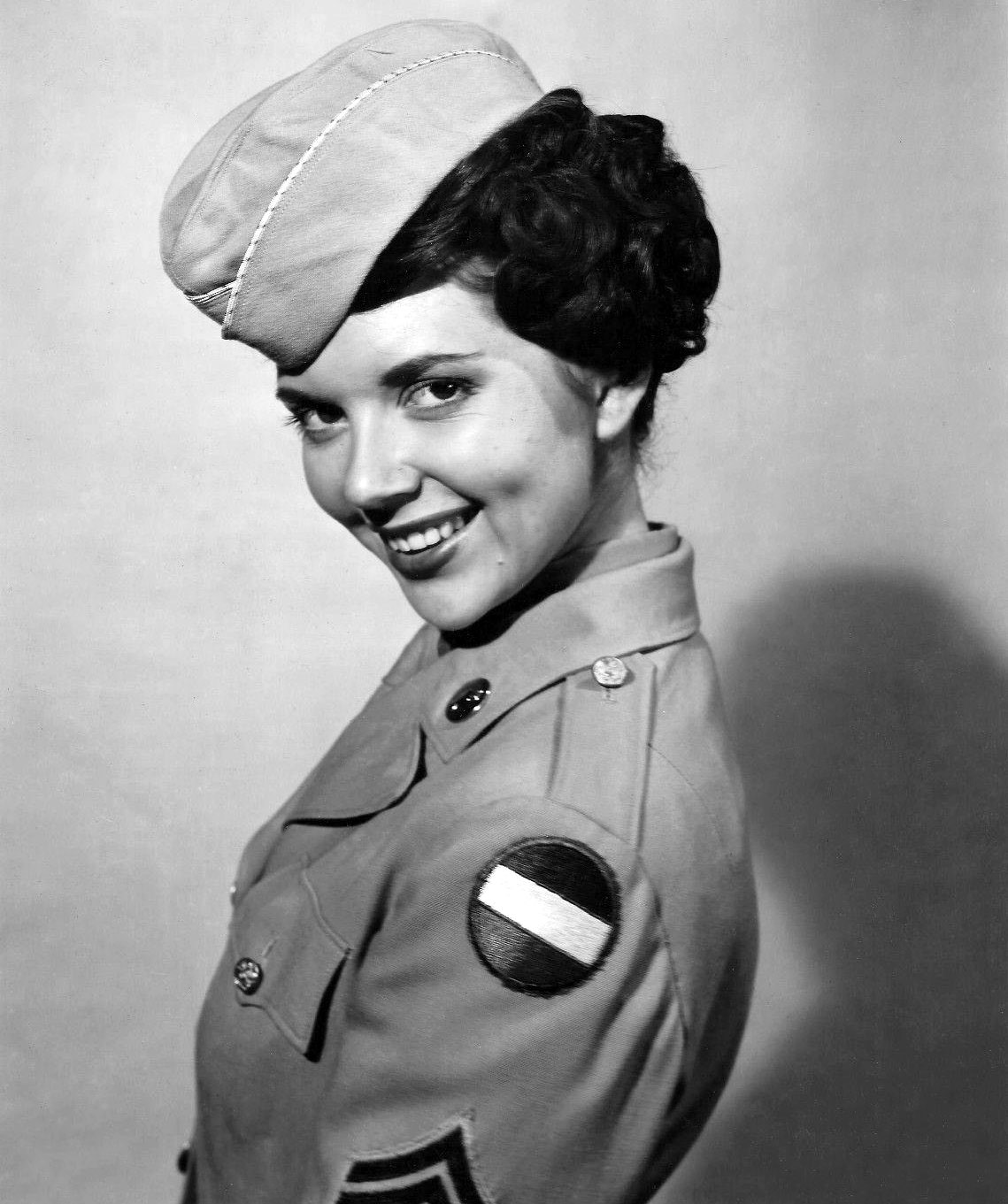
Photo promotionnelle pour G.I. Jane (1951).

Âgée de 12 ans, elle prend des cours de danse chez Fanchon and Marco.
Au cinéma, les deux premiers films de Jean Porter (dans des petits rôles non crédités), tournés à douze et quatorze ans, sont : Song and Dance Man d'Allan Dwan (1936, avec Claire Trevor et Paul Kelly) et Les Aventures de Tom Sawyer de Norman Taurog (1938, avec Ann Gillis et May Robson). 
Suivent trente-six autres films américains, produits notamment par la Metro-Goldwyn-Mayer, dont Le Bal des sirènes de George Sidney (1944, avec Red Skelton et Esther Williams). 
Lors du tournage de Jusqu'à la fin des temps (RKO, 1946, avec Guy Madison et Dorothy McGuire), elle rencontre le réalisateur Edward Dmytryk qu'elle épouse en 1948 et dont elle à trois enfants.
Son dernier film est La Main gauche du Seigneur (Fox, 1955, avec Humphrey Bogart et Gene Tierney), du même Dmytryk, dont elle reste veuve à sa mort en 1999.
Quasiment retirée après cette assez brève carrière au grand écran pour se consacrer à sa famille, Jean Porter apparaît toutefois également à la télévision, dans huit séries diffusées entre 1953 et 1961, dont un épisode de 77 Sunset Strip (son avant-dernier rôle, 1961).
Elle meurt le 13 janvier 2018 à l’âge de 95 ans.

## Filmographie partielle

### Cinéma

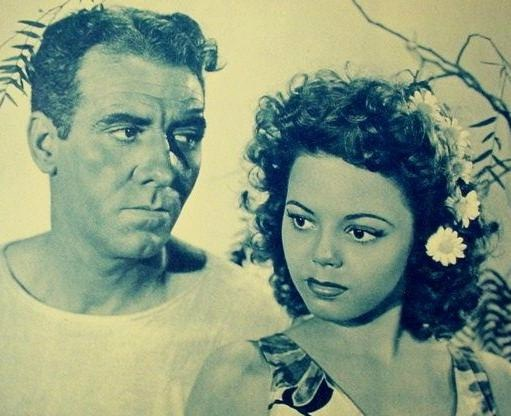
Avec Frank Faylen, dans That Nazty Nuisance (poster promotionnel, 1943).

- 1936 : Héros d'un soir (Song and Dance Man) d'Allan Dwan : une écolière
- 1938 : Les Aventures de Tom Sawyer (The Adventures of Tom Sawyer) de Norman Taurog : Pauline, une écolière
- 1939 : Les Petites Pestes (The Under-Pup) de Richard Wallace : une écolière
- 1940 : Tumak, fils de la jungle (One Million B.C.) d'Hal Roach et Hal Roach Jr. : membre de la tribu Shell
- 1941 : Hellzapoppin d'H. C. Potter : Chorine
- 1941 : Débuts à Broadway (Babes on Broadway) de Busby Berkeley : Chorus Girl
- 1942 : About Face de Kurt Neumann : Sally
- 1943 : The Youngest Profession d'Edward Buzzell : Patricia Draw
- 1943 : That Nazty Nuisance de Glenn Tryon : Kela, l'assistante du magicien
- 1943 : Young Ideas de Jules Dassin : l'étudiante du sud
- 1944 : André Hardy préfère les brunes (Andy Hardy's Blonde Trouble) de George B. Seitz : Katy Anderson
- 1944 : Le Bal des sirènes (Bathing Beauty) de George Sidney : Jean Allenwood
- 1944 : San Fernando Valley de John English : Betty Lou Kenyon
- 1945 : Frisson d'amour (Thrill of a Romance) de Richard Thorpe : la jeune mariée foldingue
- 1946 : Jusqu'à la fin des temps (Till the End of Time) de Edward Dmytryk : Helen Ingersoll
- 1946 : Ève éternelle (Easy to Wed) de Edward Buzzell : Frances
- 1947 : Scandale en Floride (That Hagen Girl) de Peter Godfrey
- 1951 : L'Implacable (Cry Danger) de Robert Parrish : Darlene
- 1951 : G.I. Jane de Reginald Le Borg : Jan Smith
- 1953 : The Clown de Robert Z. Leonard : Jean, une étudiante du ballet
- 1955 : La Main gauche du Seigneur (The Left Hand of God) de Edward Dmytryk : Mary Yin

### Séries télévisées
- 1954 : The Joe Palooka Story, saison unique, épisode 16 The Long Wait de William Berke : Mary Rogers
- 1961 : 77 Sunset Strip, saison 3, épisode 26 The Space Caper de George Waggner : Dorothy Cooper.